# Sphaléron
En physique des particules, un sphaléron (grec moderne : σφαλερός, pouvant se traduire par « glissant ») est une solution des équations de champ électrofaible selon le modèle standard. Indépendante du temps, elle implique une violation du nombre baryonique et leptonique. Impliquant plusieurs processus qui ne peuvent pas être illustrés par des diagrammes de Feynman, ces derniers sont considérés comme non-perturbatif (en). 
Géométriquement, un sphaléron est un point-selle de l'énergie potentielle électrofaible.

## Nombres baryonique et leptonique
Dans le modèle standard, les processus violant les nombres baryonique et leptonique impliquent la conversion de trois baryons en trois antileptons tout en conservant la différence B-L. Un sphaléron pourrait ainsi convertir des baryons en anti-leptons et vice-versa, ce qui mènerait à la conversion d'un quark en 2 anti-quarks et un anti-lepton, alors qu'un anti-quark serait converti en 2 quarks et un lepton.
Le sphaléron est similaire au point milieu de l'instanton (τ=0), ce qui fait en sorte qu'il est non-perturbatif. Cela signifie qu'il serait très difficile à observer sous des conditions « normales ». Ils auraient pu être beaucoup plus fréquents lors des conditions de l'univers primordial.

## Sphalérons et baryogénèse
Puisqu'un sphaléron pourrait convertir des baryons en antileptons et des antibaryons en leptons, si la densité de sphalérons est suffisamment grande, elle entraînerait l'annulation de toute asymétrie baryonique. Ceci mène à deux caractéristiques importantes de toute théorie de la baryogénèse développée dans le cadre du modèle standard, :
- tout excès net de baryons existant avant la brisure de symétrie électrofaible aurait été annulé en raison de l'abondance des sphalérons à haute température ;
- un excès de baryons peut être créé lors de cette brisure de symétrie, mais ne peut être conservé que seulement si cette transition de phase se fait au premier ordre.

Certaines théories de baryogénèse postulent qu'une asymétrie entre leptons et anti-leptons se produit préalablement lors de la leptogénèse, asymétrie convertie en asymétrie baryonique par les sphalérons.

## Formalisme
Pour une théorie de jauge de type SU(2), en négligeant {\displaystyle \theta _{W}} et pour la jauge A0 = Ar = 0, le champ de jauge ({\displaystyle \mathbf {A} }) et de Higgs ({\displaystyle \phi }) s'expriment sous la forme :
{\displaystyle \mathbf {A} =\nu {\frac {f(\xi )}{\xi }}{\hat {\mathbf {r} }}\times \mathbf {\sigma } \,,\,}
{\displaystyle \phi ={\frac {\nu }{\sqrt {2}}}h(\xi ){\hat {\mathbf {r} }}\cdot \mathbf {\sigma } \phi _{0}}
où {\displaystyle \xi =rg\nu } et {\displaystyle \phi _{0}={\begin{bmatrix}1\\0\end{bmatrix}}}. Les sigma ({\displaystyle \sigma }) sont les générateurs SU(2), alors que {\displaystyle g} est la constante de couplage électrofaible et {\displaystyle \nu } est la valeur absolue de la vacuum expectation value (en) de Higgs. {\displaystyle g(\xi )} et {\displaystyle f(\xi )} sont des fonctions variant de 0 à 1 selon la valeur de {\displaystyle \xi }, qui varie de 0 à l'infini.